# Krieg um Siena
Der Krieg um Siena war ein Konflikt im Rahmen der spanisch-französischen Kriege in Italien, der zwischen 1552 und 1559 um die Kontrolle der Republik Siena geführt wurde.

“(Lo Stato di Siena) è mio et a me s’appartiene in tutto”

„(Der Staat Siena) ist mein und gehört mir in allem“

## Geopolitischer Zusammenhang
Das Territorium der Republik Siena bildete ein traditionell republikanisches Kerngebiet, das zwischen dem Kirchenstaat und dem Herzogtum Florenz eingeklemmt war und im Laufe der Zeit zu einer Besonderheit im internationalen politischen Horizont wurde, da es sowohl eine ideologische Bedrohung für die Aristokratie als auch eine Gelegenheit zur Belehnung der herrschaftslosen Adligen darstellte. Diese Gelegenheit versuchten vor allem verschiedene Päpste zu nutzen: Paul III. versuchte Pier Luigi II. Farnese dort zu installieren, Julius III. mit Fabiano del Monte und Paul IV. mit Carlo Carafa.
Die Gefahr, die sich als verhängnisvoll erweisen sollte, ging jedoch von den Zielen Cosimo de’ Medicis aus, der 1537 Herzog von Florenz geworden war und für den Siena eine starke Bedrohung darstellte, da es im Laufe der Jahrhunderte die florentinischen Exilanten aufgenommen hatte und fast die einzige Möglichkeit für eine territoriale Expansion darstellte, insbesondere nach dem Fall von Piombino an die Spanier (1545).
In diesem schwierigen Umfeld agierte Siena jahrhundertelang geschickt, bis die politische Instabilität – nach dem Ende der kurzlebigen De-facto-Herrschaft der Petrucci – in der ersten Hälfte des 16. Jahrhunderts die Stadt erfasste. Die typischen Schwächen einer im Vergleich zu den Gegnern geringen Bevölkerungszahl und eines wegen fehlender Wasserwege schwer zu industrialisierenden Territoriums erleichterten ausländischen Mächten den Angriff auf das Land.

## Historischer Hintergrund
In Florenz entbrannte mit der Einsetzung des Herzogs Alessandro de’ Medici (1532–1537) ein erbitterter Streit um die politische Vorherrschaft in der Stadt. Alessandros Ernennung, die von Papst Clemens VII. und Kaiser Karl V. von Spanien, Alessandros Schwiegervater, unterstützt wurde, stieß auf den Widerstand der Familie Strozzi, die über ein immenses, geschickt angehäuftes Vermögen verfügte. Die drohende Reaktion des Herzogs Alessandro zwang Filippo Strozzi und seinen Sohn Piero ins freiwillige Exil.
Die Ermordung des Herzogs Alessandro 1537 und die anschließende Wahl Cosimos I., des Sohnes des Condottiere Giovanni dalle Bande Nere, schien Filippo Strozzi eine günstige Gelegenheit, die Regierung des jungen Herzogs zu stürzen. Zu diesem Zeitpunkt hatte die Familie Strozzi Zuflucht in Frankreich am Hof von Heinrich II. und Caterina de’ Medici, der Nichte von Clemens VII., Cosimos unversöhnlichem Gegner, gefunden. Strozzis Vergeltungsschlag unter französischer Flagge, die Filippo zusammen mit den florentinischen Verbannten durchführte, endete im August 1537 katastrophal mit der Niederlage in der Schlacht von Montemurlo, in der Strozzi gefangen genommen wurde und später in der Fortezza da Basso durch Selbstmord starb. Sein Sohn Piero, ein Söldnerführer, wurde 1551 vom Hof Heinrichs II. und Katharinas angeheuert, um die von Herzog Cosimo vertriebenen florentinischen Emigranten in ihre Heimat zurückzubringen. Bei der Ausführung seines Auftrags zeichnete sich Piero an der Seite von Ludovico II. Pico besonders durch den Sieg über die übermächtige päpstliche Miliz in der Schlacht von Parma und bei der Belagerung von Mirandola (1551) aus, was ihm den Titel „Erster Feldherr Italiens“ einbrachte.
Zu Beginn der 1540er Jahre, als Europa bereits in Aufruhr war und Italien von den fünfzigjährigen Kriegen um die Vorherrschaft zwischen den Spaniern und den Franzosen verwüstet wurde, richtete sich die Aufmerksamkeit auf die Toskana. Karl V. war daran interessiert, die Kontrolle über diese Region zu behalten, die aufgrund der Seehäfen des toskanischen Archipels, des Reichtums an Bodenschätzen und der finanziellen Organisation der florentinischen und sienesischen Bankiers, die eine dominierende Rolle im europäischen Bankensystem spielten, als strategisch sehr wichtig angesehen wurde. Das Frankreich Caterina de’ Medicis war bestrebt, in Italien eine politische Rolle zu spielen, um der spanischen Vorherrschaft etwas entgegensetzen zu können. In Florenz übte Herzog Cosimo, der den Senat der Quarantotto entmachtet hatte, aufgrund der spanischen Präsenz in der Region die absolute Macht aus, was durch seine Heirat mit Eleonora, der Tochter von Don Pedro von Toledo, dem spanischen Vizekönig des Königreichs Neapel, bestätigt wurde. Um die Herrschaft über die gesamte Toskana zu erlangen, blieb Cosimo die schwierige Aufgabe, die uneinnehmbare Republik Siena zu unterwerfen.
Vor diesem Hintergrund und unter Ausnutzung der politischen Instabilität in Siena nach der gescheiterten Konsolidierung der Herrschaft der Petrucci versuchten die Spanier 1540, ein Protektorat über Siena zu errichten, indem sie eine Militärgarnison von 3.000 Soldaten stationierten. Um den Freiheitswillen der sienesischen Bürger zu schwächen, der Karl V. sehr beunruhigte und mehrmals zu Ungehorsam gegen das spanische Regime führte, schickte der Kaiser später (1548) Don Diego Hurtado de Mendoza als Kommandanten der Garnison, um die feindliche Politik der Republik zu kontrollieren und sie wieder zum Gehorsam zu bewegen. Mendoza ernannte Magistrate nach seinem Belieben, ließ sich zum Capitano del Popolo wählen, verstärkte die Militärgarnison und ließ die Zitadelle, eine für die damalige Zeit neuartige Militärfestung, in der Nähe der Porta Camollia errichten. Vor allem der Bau der Festung, ein greifbares und sichtbares Zeichen der Besatzung, wurde zum Auslöser der Feindseligkeiten.

## Entwicklung

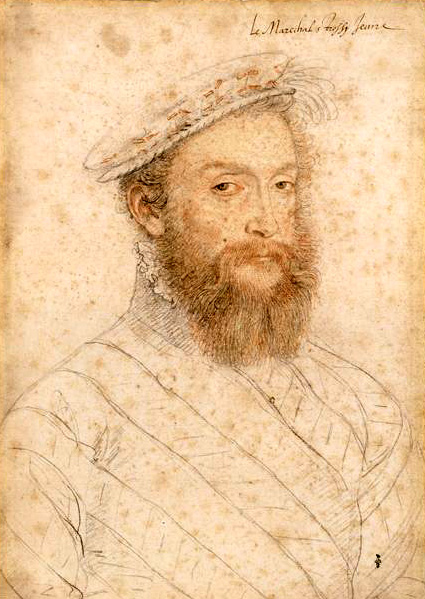
Piero Strozzi

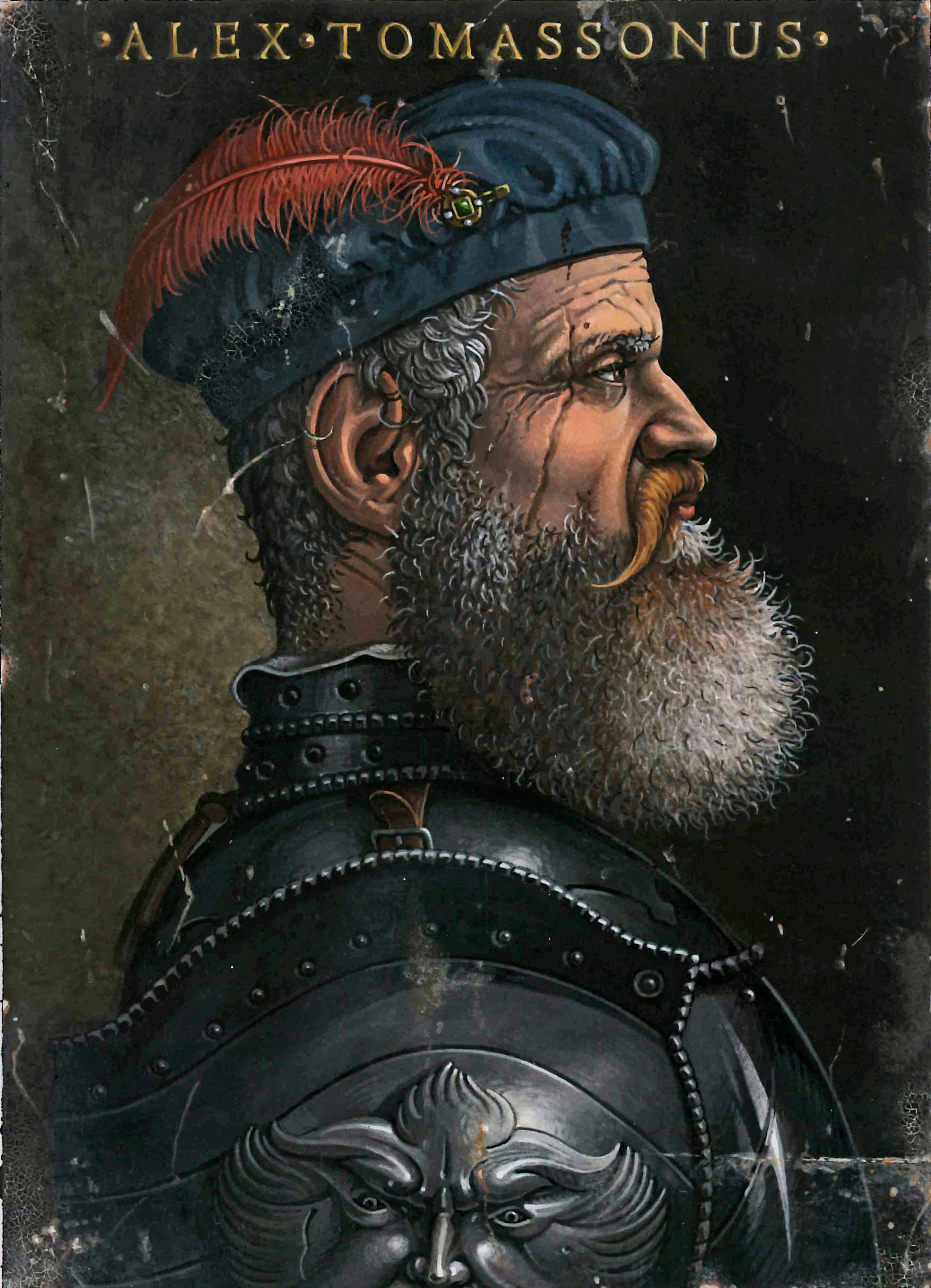
Alessandro da Terni

### Der sienesische Aufstand
Trotz zahlreicher Gesuche an den Kaiser, den Bau der Festung zu verhindern, ließen die Spanier nicht von ihrem Vorhaben ab, woraufhin sich die Sienesen an Heinrich II. von Frankreich wandten, mit dem sie einen geheimen antispanischen Pakt schlossen.
Am 26. Juli 1552 erreichte ein vom französischen Königreich gestelltes Heer von dreitausend Soldaten unter der Führung der sienesischen Exilanten Enea Piccolomini und Amerigo Amerighi die Tore der Stadt. Am nächsten Tag erhob sich die Bevölkerung gegen die spanische Besatzung, öffnete gewaltsam die Tore der Stadtmauern von Siena und trieb die kaiserlichen Soldaten in die Zitadelle. Es folgte eine Vermittlung durch Cosimo de’ Medici, der die Situation zu beruhigen versuchte, indem er seine eigenen Truppen, die ursprünglich zur Unterstützung der Spanier entsandt worden waren, zurückzog und den Spaniern am 3. August den Rückzug nach Florenz ermöglichte. Noch am selben Tag begannen die Sienesen mit der Schleifung der Zitadelle. Daraufhin wurde ein Vertrag zwischen dem Königreich Frankreich und der Republik Siena geschlossen, in dem sich die Franzosen verpflichteten, die Stadt zu verteidigen, und Heinrich II. versprach, ein Heer zur Verstärkung mit Waffen, Munition und Logistik zu schicken.

### Kaiserliche Reaktion

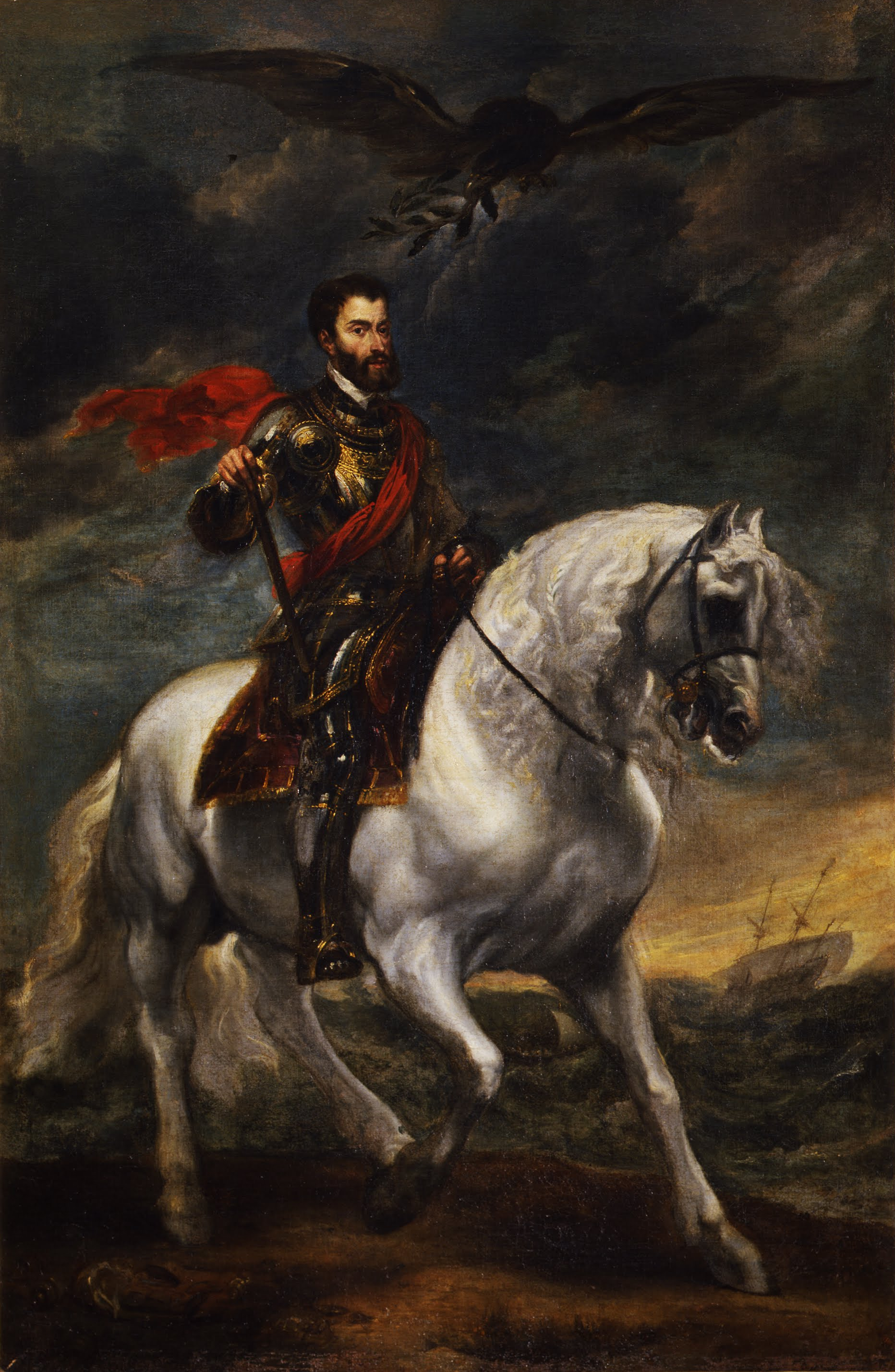
Karl V. Gemälde von Anthonis van Dyck

In den folgenden Monaten, nach dem Ende des Schmalkaldischen Krieges und den anhaltenden Konflikten mit dem Schmalkaldischen Bund und den protestantischen deutschen Fürsten, begann Karl V. seine Rache an Siena vorzubereiten. Anfang 1553 beauftragte er García Álvarez de Toledo y Osorio, Vizekönig von Sizilien und Schwager Cosimos, mit den militärischen Operationen, die im Februar begannen. García de Toledo fiel mit einem Kontingent von 16.000 Soldaten (6.000 Spanier, 8.000 Italiener und 2.000 Deutsche) in die Republik Siena ein und eroberte Lucignano, Montefollonico und Pienza. Im Februar 1553 belagerte das Kontingent Monticchiello, das nach heldenhaftem Widerstand am 17. März eingenommen wurde. Nach Monticchiello war Montalcino an der Reihe, das am 27. März belagert wurde, aber für García lief es nicht gut: Die Bevölkerung von Montalcino leistete heldenhaften Widerstand, der dem Feind zahlreiche Verluste zufügte, und nach 80 Tagen, am 15. Juni, musste sich das spanisch-florentinische Heer zurückziehen. García musste den Feldzug auch wegen des Eingreifens des Osmanischen Reiches unterbrechen, das mit dem Königreich Frankreich verbündet war, das Königreich Neapel angriff und in Korsika einfiel, das zur Republik Genua gehörte.
Ende 1553 wurden Piero und sein Bruder Leone, noch im Dienst des Königreichs Frankreich, in die Toskana geschickt, um sich den Expansionsbestrebungen des Herzogs Cosimo zu widersetzen und die Verteidigung der Republik Siena zu organisieren. Im folgenden Jahr wurden die Kämpfe wieder aufgenommen, wobei die französisch-sienesische Seite von Strozzi, inzwischen Marschall von Frankreich und Leutnant des Königs in Italien, und die spanisch-florentinische Seite von Gian Giacomo Medici, genannt Marignano, angeführt wurde.
Am 26. Januar 1554 gab Gian Giacomo Medici den Befehl, alle vom Herzog aufgebotenen Truppen in Poggibonsi zu konzentrieren und in drei Formationen aufzuteilen: die Hauptformation unter seinem Kommando mit dem Auftrag, Siena mit einem Anfangskontingent von 4.000 Soldaten und 300 Reitern zu belagern; eine weitere unter dem Kommando von Federigo da Montauto mit dem Ziel Grosseto und die Maremma; und eine dritte unter dem Kommando von Ridolfo Baglioni, die in Richtung Chiusi ziehen sollte.
Gian Giacomo verließ das Lager von Poggibonsi und begab sich in einem plötzlichen nächtlichen Manöver unter die Mauern von Siena, ohne die Zitadelle wegen des schlechten Winterwetters einnehmen zu können. Ende Januar 1554 wurde Siena von einem großen Teil seines Heeres belagert, in der Hoffnung, die Stadt durch Aushungern zu erobern und das Heer durch den ständigen Zustrom spanischer Truppen zu verstärken, während andere Einheiten die umliegenden Burgen und Dörfer belagerten, verbrannte Erde hinterließen und Soldaten und Zivilisten aller Gemeinden, die sich nicht sofort ergaben, aufhängten. Die Burg von Aiolfa fiel als erste. Es folgten etwa ein Dutzend Festungen, die eine nach der anderen unter der Übermacht des Feindes fielen.

### Schlacht um Chiusi

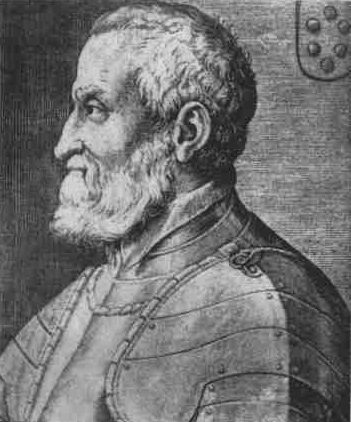
Der Marchese von Marignano

Anders erging es dem Heer in der Schlacht von Chiusi. In den ersten Monaten des Jahres 1554, während der Belagerung von Siena, drangen spanische Milizen in das südöstliche Gebiet der Republik ein, um die starken Festungen Sienas zu erobern und die Versorgungswege der belagerten Stadt zu blockieren.
Nachdem Baglioni das Val di Chiana unter Feuer und Schwert genommen und Sinalunga und Torrita erobert hatte, vereinigte er sich in Montepulciano mit Ascanio della Corgna, dem Herrn von Castiglione del Lago, und seinen von Cosimo angeheuerten Söldnern aus Perugia, die zu diesem Zeitpunkt 2.800 Mann Infanterie und 400 Mann Kavallerie zählten. Die Kolonne zog nach Süden, um die Übergänge über den Chiana bei den Brücken von Valiano, die mit einer von bewaffneten Wachen bewachten Bastion versehen waren, und Chiusi zu blockieren.
Baglioni versuchte einen ersten Angriff auf die Festung Chiusi, der jedoch scheiterte. Er änderte seine Strategie und schloss ein Abkommen mit einem der Kommandanten der Festung, Santaccio da Pistoia, in dem er ihm die Aufhebung seiner Verbannung aus seiner Heimatstadt und die Rückgabe der von den Medici beschlagnahmten Güter versprach. In der Nacht zum Karfreitag brachen die Eindringlinge ihr Lager in Gracciano ab und näherten sich heimlich Chiusi, wobei sie fast bis zum Morgengrauen vergeblich auf das vereinbarte Signal warteten. Daraufhin schickten sie eine Vorpatrouille aus, die eines der Stadttore offen vorfand, aber auch ein Spingarda am Eingang, das sie vollständig niedermähte. Sofort wurden auf den Türmen der Stadtmauern ein Feuer entfacht und die Gegenoffensive eingeleitet: Die Truppen aus Chiusi kamen aus den Befestigungen und griffen die Kaiserlichen von vorne an, während die französisch-sienesische Kavallerie, die von Siena aus alarmiert worden war und dort eintraf, sie von hinten aus dem Gebüsch heraus überfiel. Das Gemetzel war verheerend: nur 400 Männer wurden gefangen genommen, alle anderen niedergemetzelt (darunter auch Baglioni), was der Schlacht den Namen „Blutige Ostern von Chiusi“ einbrachte.

### Feldzug im Val di Nievole
Piero Strozzi, der sich während der Belagerung durch Marignano bereits innerhalb der Mauern von Siena befand, reagierte schnell: Am 11. Juni brach er mit 4.000 Infanteristen und 400 Reitern aus der Belagerung aus und zog in das Val di Nievole, wo er auf Verstärkungstruppen traf, die aus Modena über die Apuanischen Alpen gekommen waren. Pieros Ziel war es, mit einem schlagkräftigen Heer nach Florenz zu marschieren und dort auf die Ankunft der französischen Verstärkung zu warten, die sein Bruder Leone auf dem Seeweg bringen sollte. Leone wurde am Fuße der Rocca di Scarlino von einer Arkebuse getroffen und starb in der Nähe von Castiglione della Pescaia. Schlechtes Wetter verhinderte das Anlegen der Schiffe in den tyrrhenischen Häfen. Piero war gezwungen, seine Strategie zu ändern: Er zog in Richtung Pistoia, wo sich das Lager von Marignano befand, und überraschte den Feind. Die Lage war für Marignano schwierig geworden, bis spanische und deutsche Truppen zu Hilfe kamen und Strozzis Miliz zwangen, sich innerhalb der Mauern von Siena zurückzuziehen, das seinerseits von Marignano mit einem massiven Heer von 24.000 Soldaten umzingelt war.

### Die Überfälle im Florentiner Raum
Obwohl Herzog Cosimo durch die schwere Niederlage bei Chiusi gegenüber Kaiser Karl V. in die Defensive gedrängt worden war, befanden sich die Sienesen angesichts der übermächtigen kaiserlichen Truppen weiterhin in Bedrängnis. Außerdem fehlte es den Sienesen aufgrund der Angriffe von Marignano zunehmend an Männern, Waffen und vor allem an Proviant. Dieser Mangel wurde im Juni 1554 teilweise behoben, als Strozzi mit 6.000 Mann Siena verließ, um sich mit französischen Verstärkungen unter Biagio di Montluc zu treffen, die über Pontremoli im Gebiet von Lucca eintrafen und dann nach Viareggio umgeleitet wurden. Mit diesen Verstärkungen versuchte Strozzi, den Druck auf Siena zu verringern, indem er Marignano zwang, die Belagerung aufzugeben: Er unternahm eine Reihe von Angriffen im Arnotal und besetzte unter anderem Marciano della Chiana und Oliveto, wobei er darauf achtete, sich angesichts des zahlenmäßigen Unterschieds zwischen den beiden Lagern nicht auf eine Entscheidungsschlacht mit seinen Gegnern einzulassen. Zwei Monate lang gelang es ihm, dem Feind auszuweichen, doch Anfang August sah er sich schließlich zum Kampf gezwungen.

### Schlacht von Scannagalloo
Am 2. August 1554 war Strozzi gezwungen, zwischen Marciano und Pozzo della Chiana zu kämpfen. Die beiden Armeen waren zahlenmäßig gleich stark – etwa 14.000 Infanteristen und 1.000 Kavalleristen auf jeder Seite – aber qualitativ waren sie nicht zu vergleichen: Während die französisch-sienalesische Armee aus einer heterogenen Truppe der beiden Hauptverbündeten bestand, zu der noch korsische, osmanische und Söldnermilizen ohne Verpflegung und Logistik hinzukamen, umfasste die kaiserliche Koalition spanische und deutsche kaiserliche Einheiten, die gerade als Eroberer eines Weltreiches aufgestellt und kompakt waren, über eine überlegene Artillerie verfügten, gut verpflegt und bezahlt wurden. Die Schlacht war von Anfang an durch einen taktischen Fehler Strozzis gekennzeichnet, der seine Kavallerie in der Hoffnung, den Angriff des Gegners zu verzögern, auf eine Anhöhe zurückzog. Stattdessen erhielt er ein großes Sperrfeuer von Arkebusieren auf die hinteren Strozzi-Linien. Die Schlacht zog sich über Stunden hin, doch der Fehler wurde erst bemerkt, als die kaiserlichen Truppen die zahlenmäßig unterlegene französische Kavallerie abfingen, vernichtend schlugen und die Franzosen in die blutige Flucht von Scannagallo trieben, bei der sie etwa 4.000 Mann verloren.

### Belagerung von Siena
Obwohl sich die Sienesen nach der Zerschlagung des Heeres in einer verzweifelten Lage befanden, konnten sie der Belagerung acht Monate lang standhalten. In dieser Zeit gab es weitere Momente großen Mutes der Bevölkerung, wie die Ereignisse in der Frauenfestung von Siena, das von einer Miliz von 3.000 Frauen der Stadt hartnäckig verteidigt wurde. Dies brachte allen Verteidigern der Freiheit der Republik die Waffenehre der Feinde ein, die am 17. April 1555 siegreich in Siena einmarschierten, dem Tag der Unterzeichnung der Kapitulation, nachdem sich die Stadt aufgrund einer Hungersnot ergeben hatte.
Im Gegenzug verpflichtete sich Karl V., die Magistrate und die Regierungsstruktur der Stadt nicht zu verändern, keine weiteren Befestigungsanlagen in der Stadt zu errichten und die Freiheit durch eine auf eigene Kosten unterhaltene Garnison zu garantieren. Außerdem gewährte der Kaiser denjenigen, die es wünschten, eine allgemeine Begnadigung und die Möglichkeit, die Stadt zu verlassen. Diese Gelegenheit wurde von Hunderten von sienesischen Familien genutzt, die sich am 21. April mit Biagio di Montluc und den überlebenden Truppen ins Val d’Orcia aufmachten und in Montalcino die Repubblica di Siena riparata in Montalcino gründeten, die ihren verzweifelten Widerstand bis zum Ende des kontinentalen Konflikts fortsetzte, ohne sich zu ergeben.

## Die Folgen
Der Krieg von Siena endete ohne Niederlage für Siena: Die Republik zog sich nach Montalcino zurück, das sienesische Heer und das französische Kontingent blieben bis zum Ende des Konflikts zwischen dem Königreich Frankreich und dem spanischen Reich in Waffen und überlebten sogar den Tod Karls V. und die Thronbesteigung Philipps II.
1559, nach 65 Jahren fast ununterbrochener Kämpfe, beendete der Frieden von Cateau-Cambrésis mit dem Sieg der Spanier die Italienischen Kriege und damit auch die Auseinandersetzungen in der Toskana. In diesem Vertrag wurde unter anderem festgelegt, dass die sienesischen Gebiete als Adelslehen direkt und persönlich an Cosimo de’ Medici (und nicht an Florenz) übergingen, und zwar aufgrund der enormen Schulden, die Philipp II. beim florentinischen Haus der Medici gemacht hatte, und aufgrund des großen Beitrags, den die Herren von Florenz zur Koalition geleistet hatten. Die einzige Ausnahme bildete der Küstenstreifen der Maremma und insbesondere die Häfen von Orbetello, Talamone, Porto Ercole, Monte Argentario und Porto Santo Stefano, die später den Stato dei Presidi bildeten, der direkt dem Vizekönig von Neapel unterstand und von den Spaniern zur Kontrolle ihrer italienischen Protektorate genutzt wurde.
Cosimo war somit gleichzeitig Herzog von Siena und Herzog von Florenz mit voneinander unabhängigen Titeln. Diese unklare Situation wurde erst im folgenden Jahrzehnt (1569) durch Papst Pius V. gelöst, der Cosimo durch eine Sonderbulle den Titel eines Großherzogs der Toskana verlieh, der über dem bisherigen Herzogstitel stand (und nur dem Königstitel untergeordnet war) und ihn vor jeder Einmischung von außen in die kontrollierten Gebiete schützte. Gemäß dieser neuen Organisation bestand das Großherzogtum Toskana formell aus dem Herzogtum Florenz (dem so genannten „Alten Staat“) und dem Herzogtum Siena (dem so genannten „Neuen Staat“). Diese erhielt eine autonome Verwaltung und Magistrate (einen Herzog und einen Generalauditor), die jedoch dem Landesherrn unterstanden.